# Megalomys
Megalomys é um gênero de roedores da família Cricetidae.

## Espécies
- †Megalomys audreyae Hopwood, 1926
- †Megalomys curazensis Hooijer, 1959
- †Megalomys desmarestii (J. Fischer, 1829)
- †Megalomys luciae (Major, 1901)